# Region wodny
Region wodny – w polskim prawie wodnym – część obszaru dorzecza, który został wyodrębniony na podstawie kryterium hydrograficznego na potrzeby zarządzania zasobami wodnymi. Obszary dorzeczy dużych rzek (Wisły, Odry) są podzielone na kilka regionów wodnych, do których włączone są również dorzecza mniejszych, nie tylko ich dopływów, ale też rzek wpadających bezpośrednio do morza (nie dotyczy to jednak rzek transgranicznych, które mają wydzielone odrębne regiony wodne).
Granice regionów wodnych są podstawą wydzielania granic regionalnych zarządów gospodarki wodnej, w związku z czym ich granice nie pokrywają się z granicami jednostek administracyjnych. RZGW może zarządzać jednym regionem wodnym (np. RZGW w Gdańsku zarządza regionem Dolnej Wisły) lub kilkoma regionami (np. RZGW w Warszawie zarządza regionami Środkowej Wisły, Banówki, Świeżej, Łyny i Węgorapy oraz Niemna).
Na potrzeby Państwowego Monitoringu Środowiska na ciekach przekraczających granice regionów wodnych wyznaczane są niektóre z punktów pomiarowo-kontrolnych monitoringu diagnostycznego.
W Polsce wyznaczone są następujące regiony wodne:
- obszar dorzecza Wisły:
  - region wodny Małej Wisły
  - region wodny Górnej-Zachodniej Wisły
  - region wodny Górnej-Wschodniej Wisły
  - region wodny Narwi
  - region wodny Bugu
  - region wodny Środkowej Wisły
  - region wodny Dolnej Wisły
- obszar dorzecza Odry:
  - region wodny Górnej Odry
  - region wodny Środkowej Odry
  - region wodny Dolnej Odry i Przymorza Zachodniego
  - region wodny Warty
  - region wodny Noteci
- obszar dorzecza Dniestru
  - region wodny Dniestru
- obszar dorzecza Dunaju:
  - region wodny Czarnej Orawy
  - region wodny Czadeczki
  - region wodny Morawy
- obszar dorzecza Banówki
  - region wodny Banówki
- obszar dorzecza Łaby:
  - region wodny Izery
  - region wodny Łaby i Ostrożnicy (Upa)
  - region wodny Metuje
  - region wodny Orlicy
- obszar dorzecza Niemna
  - region wodny Niemna
- obszar dorzecza Pregoły
  - region wodny Łyny i Węgorapy
- obszar dorzecza Świeżej
  - region wodny Świeżej